# Geoff Hurst
Sir Geoffrey Charles „Geoff” Hurst MBE (Ashton-under-Lyne, 1941. december 8. –) világbajnok angol labdarúgó, edző.
Csatárként játszott, pályafutása legemlékezetesebb mérkőzésén mesterhármast szerzett a hazai vb-döntőben. Az ő góljaival nyert 4–2-re Anglia az NSZK ellen a Wembley-ben 1966-ban.
A gólerős labdarúgó pályafutását a West Ham United-nél kezdte, és pályafutása legnagyobb részét itt is töltötte. Az első csapatnál 500 mérkőzésen 242 gólt szerzett. 23 évesen megnyerte az FA-kupát 1964-ben, egy évre rá a Kupagyőztesek Európa-kupáját 1965-ben. Klubszinten ez volt a két legnagyobb sikere, miközben a válogatottal világbajnok és Eb-bronzérmes is lett. 1972-ben a  Stoke Cityhez igazolt 80 000 angol fontért. Három év után, angliai pályafutása végén a West Bromwich Albion játékosa lett 1975-ben. Később játszott Írországban (Cork Celtic) és az Egyesült Államokban (Seattle Sounders) is, pályafutása levezetéseképpen pedig játékosedzőként angol alacsonyabb osztályban (Telford United).
Az angol válogatottban 49 mérkőzésen lépett pályára, ezeken összesen 24 gólt szerzett. Részt vett az 1966-os és az 1970-es világbajnokságon és az 1968-as Európa-bajnokságon is.
Edzőként kevésbé volt sikeres, mint játékosként. A Telford Unitednél vállalt munkát, majd Chelsea menedzsere volt 1979 és 1981 között, később Kuvaitban volt edző. Az 1980-as évek közepétől távolabb került a labdarúgástól.
1962-ben pályára lépett egy első osztályú krikettmérkőzésen is, mint kapus: pontot nem szerzett, de egy elkapást végrehajtott.
1964-ben nősült meg, felesége Judith, három lányuk van.

## Sikerei, díjai

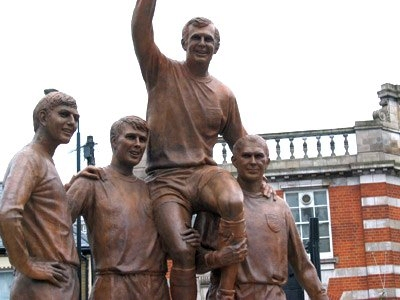
A Bajnokok szobra szereplői balról jobbra: Martin Peters, Geoff Hurst, Bobby Moore (fent) és Ray Wilson.

### Klubcsapatban
West Ham United
- International Soccer League: 1963
- FA-kupa: 1964
- Kupagyőztesek Európa-kupája: 1965
- Angol labdarúgó-ligakupa ezüstérmes: 1966

### Válogatottban
Anglia
- Világbajnokság: 1966
- Európa-bajnokság bronzérmes: 1968

### Egyéni sikerek
- West Ham United FC Hammer of the Year (az év játékosa): 1966, 1967, 1969
- Az 1968-as Eb torna csapata: 1968
- Member of the Most Excellent Order of the British Empire (MBE): 1975
- Knight Bachelor: 1998[2]
- A Football Writers' Association életműdíja: 1998
- Angol labdarúgás hírességek csarnoka: 2004